# 경주 계림
경주 계림(慶州 鷄林)은 대한민국 경상북도 경주시 교동에 위치한 숲으로 시림(始林)이라고도 불린다. 1963년 사적 제19호로 지정되었다. 지정면적 7,273m2으로 신라의 건국초부터 있던 숲으로 알려져 있고 느티나무·물푸레나무·싸리나무 등의 교목이 무성하게 자라고 있다.
숲의 이름은 '닭이 울었다'고 하여 계림이라 붙었다고 전해지며, 신라의 국명 내지는 한국을 가리키는 별칭으로도 쓰였다.

## 설화와 국호
원래 이름은 시림이었으나 삼국사기에 따르면 서기 65년 봄3월에 김알지를 발견하며 이름을 바꾸게 되었다고 한다. 이때 왕이 금성 서쪽 시림 숲 사이에서 닭 우는 소리가 들리고 온통 환한 빛으로 가득하여, 날이 밝은 후 신하를 보내어 살피도록 하였다. 신하가 시림에 이르러 보니 금으로 된 조그만 궤짝이 나뭇가지에 걸려있고 흰 닭이 그 아래에 울고 있어 돌아와 고하니, 왕이 즉시 시림으로 가서 궤짝을 열어 보았다. 그 속에는 총명하게 생긴 사내아이가 있었고, 왕은 하늘에서 보낸 아이라 하여 태자로 삼았다. 또한 시림의 이름을 계림으로 바꾸었으며 국호로 삼았다고 전한다.
반면 삼국유사에서는 서기60년 8월에 호공이 직접 시림을 걷다가 신령한 기운이 내려와 발견하는 것으로 달리 전한다. 또한 여기서는 계림의 어원이 기록되어있지 않으나, 같은 책 혁거세조에서는 처음 왕이 난 곳이 계정(鷄井)이므로 국호를 계림이라 하였다고 전하여 차이가 있다.
같은 시기 중국과 일본에서 신라의 국호를 계림으로 인식했던 기록도 전해진다. 구당서에서는 당고종이 신라에 계림도독부를 세웠다고 전하며, 김대문 역시 자신의 책 이름을 계림잡전으로 지었다. 고려의 이야기를 중국에서 적은 책의 제목도 계림유사로 지어졌다. 일본서기에서도 신라의 국호를 계림으로 적은 부분이 있다.
학자에 따라서 닭·달·ᄃᆞᆯ + 벌로 재구하여 월성(月城), 양부(梁部)와 같은 단어로 보는 견해가 있으며, 닭(鷄)을 훈음차 새(鳥)로 해석하고 수풀(林)과 합쳐 새불 즉 서벌, 서라벌과 같은 의미로 보는 견해가 있다.

## 현지 안내문
계림은 경주 김씨의 시조인 김알지가 태어난 곳이라는 전설을 간직한 숲이다. 원래 신라를 건국할 때부터 있던 숲으로, 시림(始林)이라고 하던 것을 알지가 태어난 뒤로 계림(雞林)이라 하였다.
탈해왕 4년(60)에 왕이 금성 서쪽 시림 숲 사이에서 닭 우는 소리가 들리고 온통 환한 빛으로 가득하여, 날이 밝은 후 신하를 보내어 살피도록 하였다. 신하가 시림에 이르러 보니 금으로 된 조그만 궤짝이 나뭇가지에 걸려있고 흰 닭이 그 아래에 울고 있어 돌아와 고하니, 왕이 즉시 시림으로 가서 궤짝을 열어 보았다. 그 속에는 총명하게 생긴 사내아이가 있었고, 왕은 하늘에서 보낸 아이라 하여 태자로 삼았다. 아기라는 뜻의 '알지'라는 이름을 주고 금궤에서 나왔으므로 성을 김씨라 하였다.
왕은 알지를 태자로 삼았으나 후에 알지는 파사에게 왕위를 양보하였다. 그 후 알지의 7대 후손이 왕위에 올랐는데, 그가 미추왕이다. 이후 내물왕부터 신라가 망할 때까지 김알지의 후손이 나라를 다스리게 되었으며, 계림은 신성한 곳으로 지금까지 전해오고 있다. 이곳에는 조선 순조 3년(1803)에 세운 김알지 탄생에 대한 비(碑)가 남아있다.

## 위치
경상북도 경주시 교동 첨성대와 월성 사이에 있는 숲으로 경상북도 경주시 교동에 있는 경주 김씨(慶州 金氏) 시조의 발상지이기도 하다. 이곳에는 조선 순조 3년(1803)에 세운 김알지 탄생에 대한 비(碑)가 남아있다.

## 사진

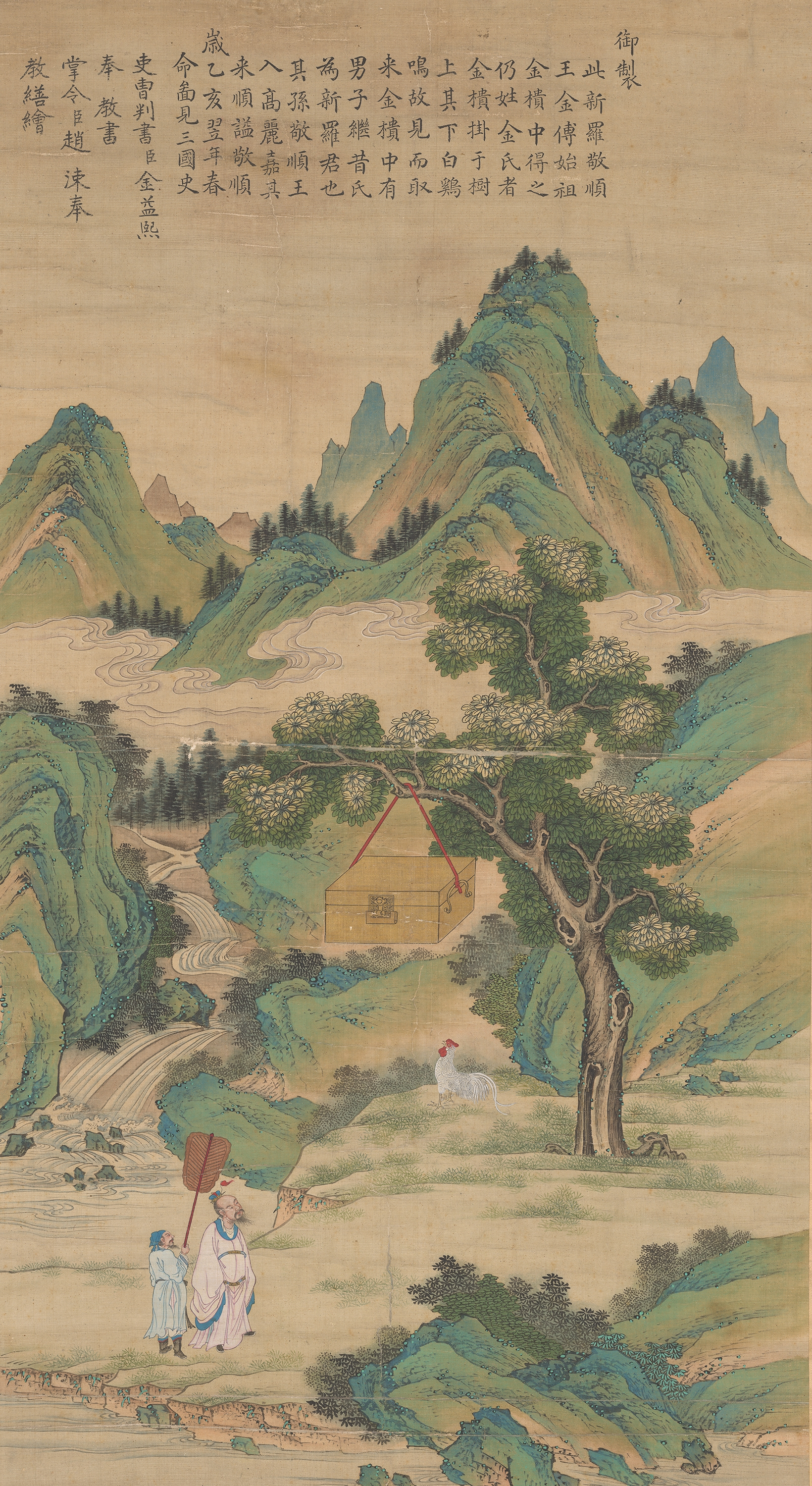
1656년 효종 7년 조선의 화가 조속(趙涑)이 경주김씨의 시조인 김알지 설화를 그린 고사인물화(故事人物畫)이다. 닭과 관련된 설화로 김알지가 태어난 곳인 계림의 모습을 담았다.
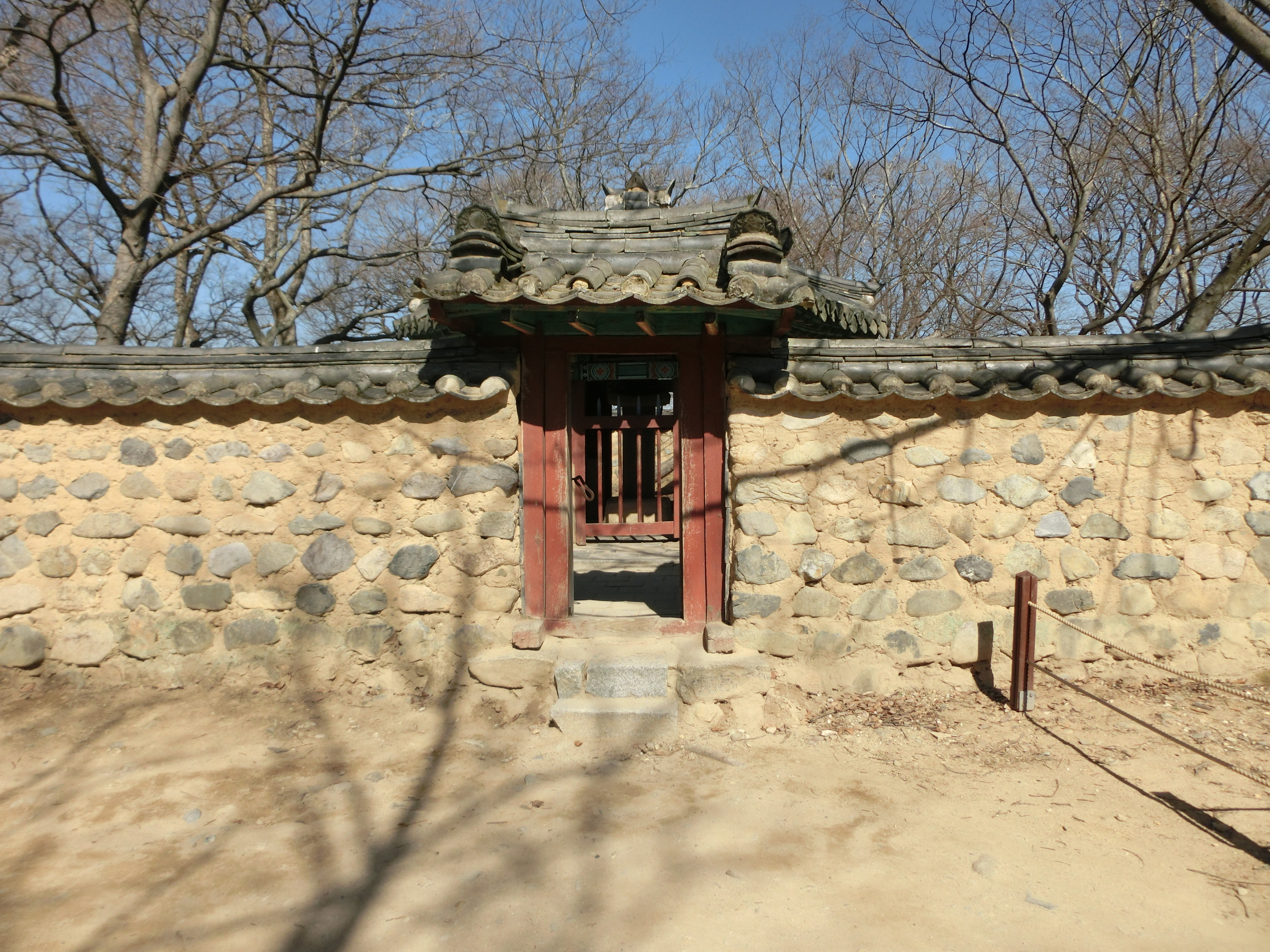
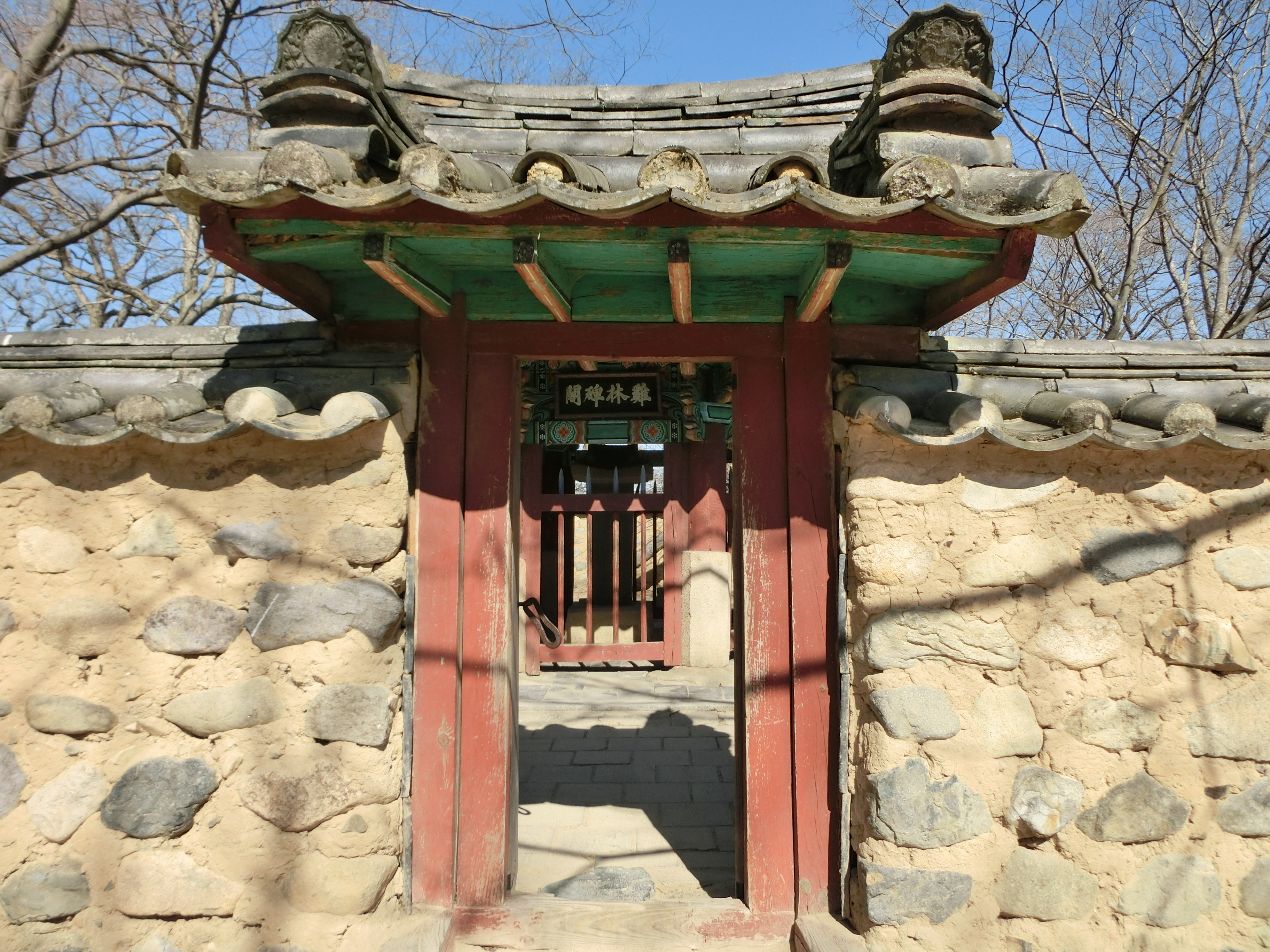
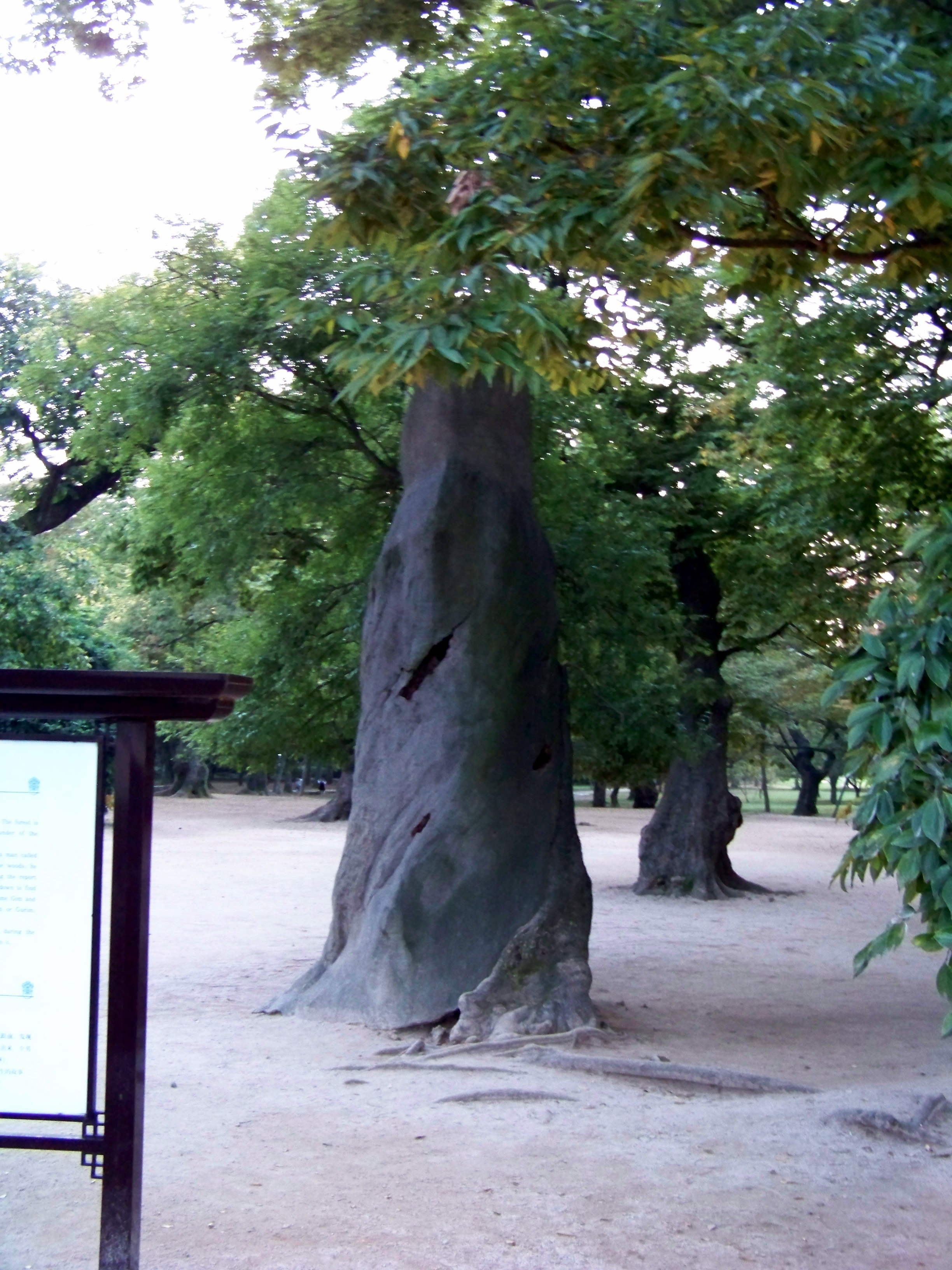
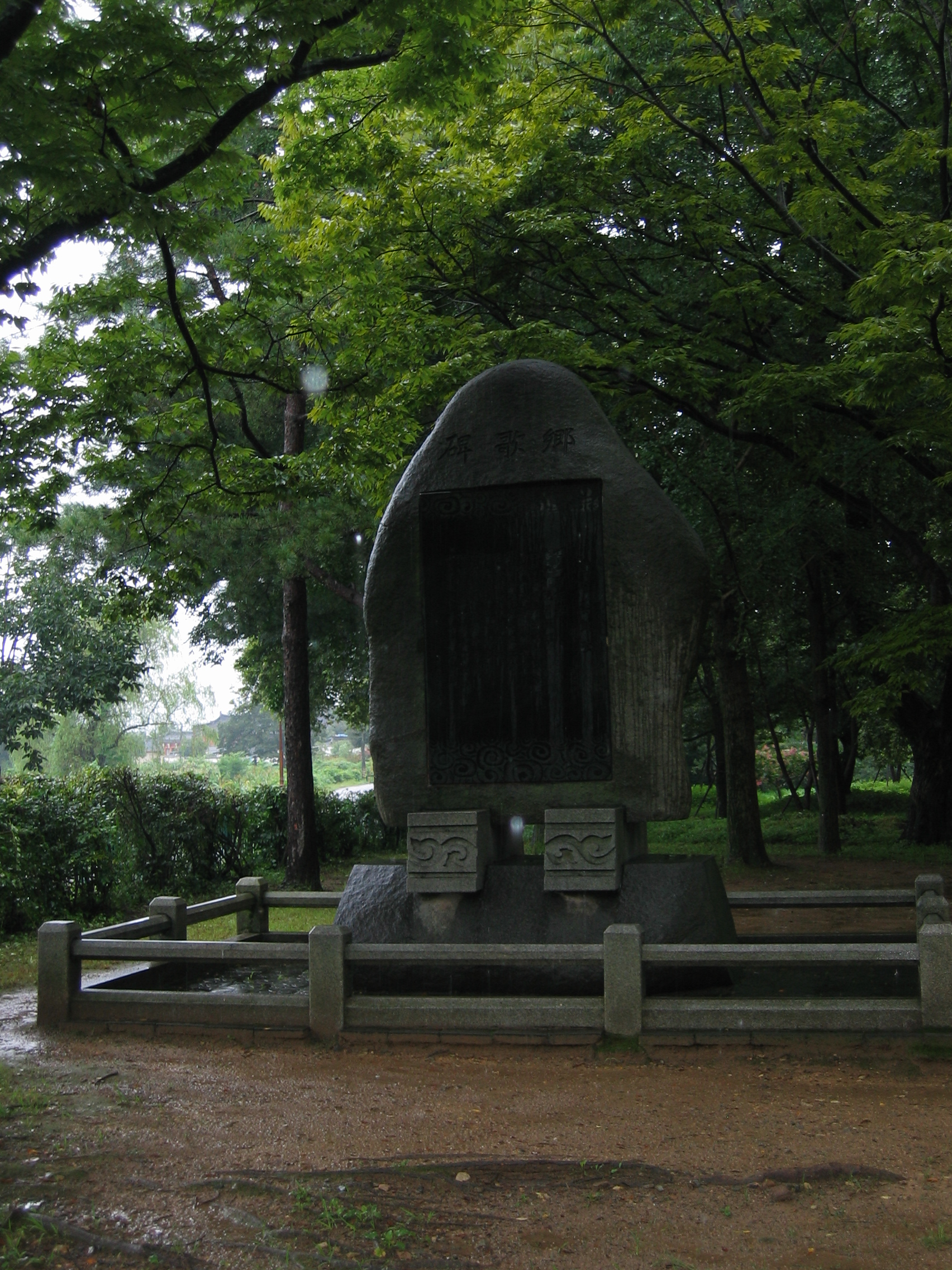
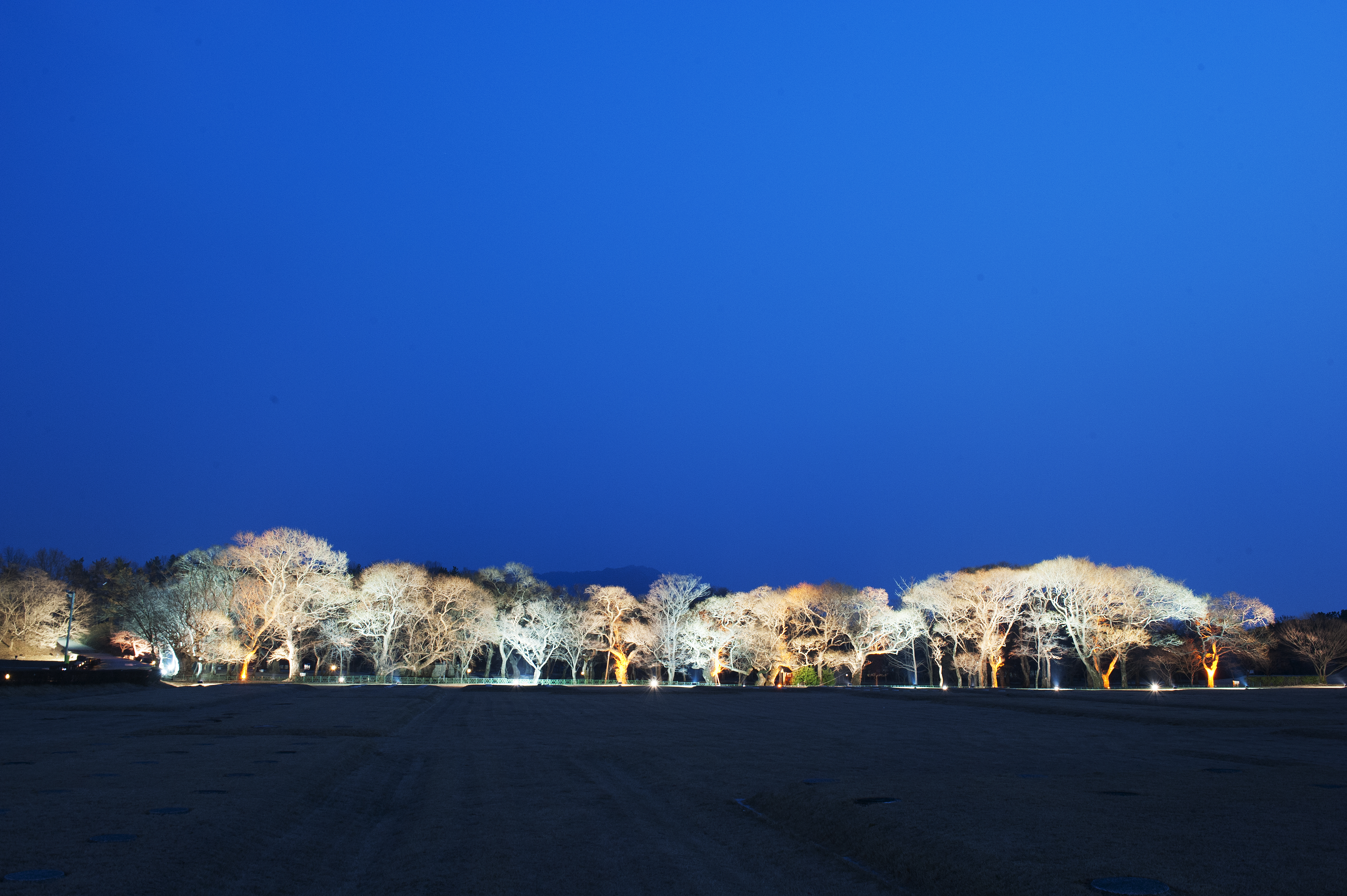

## 같이 보기
- 박혁거세(경주 나정)
- 영천 자천리 오리장림